# Crookhaven
Crookhaven is een plaats in het Ierse graafschap Cork. De plaats telt 250 inwoners.